# Free Ride (film)
Free Ride è un film del 1986, diretto da Tom Trbovich.

## Trama
Un gruppo di adolescenti "prende in prestito" una macchina, non sapendo che alcuni criminali hanno nascosto al suo interno una grande quantità di denaro. Malgrado i malviventi cerchino di riottenere i soldi, il gruppo decide di non arrendersi e lottare. Quando sembra che i malviventi stiano avendo la meglio, l'intervento di una robusta e forzuta poliziotta risolve la lotta in favore dei ragazzi.

## Distribuzione
Free Ride è stato distribuito negli Stati Uniti il 17 gennaio 1986 e successivamente distribuito in VHS; non esiste alcuna edizione in DVD.